# Jardín de Alá
El Jardín de Alá (en portugués Jardim de Alá) es un parque situado en la frontera entre los barrios de Ipanema y Leblon, en  Río de Janeiro, en Brasil. Fue inaugurado en 1938. En su interior tiene un canal que comunica la laguna Rodrigo da Freitas con el océano Atlántico. Posee en sus cercanías una estación de metro, llamada Estación Jardín de Alah. Debe su nombre a la película El jardín de Alá, con Marlene Dietrich y Charles Boyer, estrenada en 1936.

## Descripción
La región engloba la plaza Almirante Saldanha de la Gamma (cercano a la playa, entre las avenidas Prudente de Morales y Ataulfo de Paiva/Visconde de Pirajá) y la plaza Grecia (cercana a la Laguna Rodrigo de Freitas), donde prácticamente se funde a la plaza Paul Claudel. El jardín bordea un amplio canal navegable, entre la laguna el Océano Atlántico, en el cual se instalaron muelles para embarque y desembarque de personas. 
Estaba prevista la colocación de góndolas para paseos en la Laguna Rodrigo de Freitas, y el Ayuntamiento adquirió dos unidades. El proyecto tuvo inspiración francesa, con pérgolas e incontables bancos. La arborización está compuesta por almendros, manzanas de playa y sebipiras.
En la plaza, se encuentran también monumentos al almirante Saldanha de la Gamma, un obelisco alusivo a la victoria brasileña en la batalla del Riachuelo, un busto del mariscal Eurico Gaspar Dutra y las esculturas Protección y Mujer y felino.

## Historia
El canal conectando la laguna Rodrigo de Freitas a la playa es anterior al proyecto del jardín. Fue construido en el inicio de la década de 1920 para renovar las aguas de la laguna y, con eso, hacerla más salubre. Visaba también a reducir las enchentes. En su extremo cercano a la playa, escondida atrás de rejas, hay una piedra esculpida en cincelado junto a una escadinha de piedra que desciende hasta el canal, indicando el año de 1922.
En 1938, fue inaugurado el jardín ladeando el canal, basado en el proyecto de Alfredo Agache para los jardines del Calabouço, reinterpretados por David Xavier de Azambuja. El estilo arquitectónico que inspiró el proyecto fue el art déco.
En 2003, fue totalmente renovado por el Ayuntamiento del Río, en la administración del alcalde César Maia. Fue reinaugurado el 20 de diciembre de aquel año.
El 30 de julio de 2016 se inauguró en la estación Jardín de Alá de la Línea 4 del Metro.